# David McKeon
David McKeon, né le 25 juillet 1992 à Wollongong, est un nageur australien, spécialiste de nage libre.

## Biographie
En 2012, il participe aux Jeux olympiques de Londres où il est éliminé en séries du 400 m nage libre avec le 14e temps (3 min 48 s 57).
En 2014, aux Jeux du Commonwealth, il remporte l'argent sur le 400 m nage libre et l'or sur le relais 4 × 200 m nage libre.
Aux championnats du monde 2015, il gagne une médaille de bronze sur le relais 4 × 200 m nage libre.